# Сокілець (Чортківський район)
Сокіле́ць — село в Україні,  у Золотопотіцькій селищній громаді Чортківського району Тернопільської області. Розташоване на півдні району. До 2015 підпорядковане Миколаївській сільраді.
Від вересня 2015 року ввійшло у склад Золотопотіцької селищної громади.
Населення — 268 осіб (2007).

## Історія
Поблизу села виявлено археологічні пам'ятки пізнього палеоліту.
Відоме від XIV ст. Було власністю Потоцьких, зокрема, майбутнього старости генерального подільського Стефана Потоцького.
До свого закриття за часів перебування Галичини в складі монархії Габсбургів діяв Сокілецький монастир.
Діяли філії українських товариств «Просвіта», «Луг» та інших, кооператива.
12 червня 2020 року, відповідно до Розпорядження Кабінету Міністрів України від № 724-р «Про визначення адміністративних центрів та затвердження територій територіальних громад Тернопільської області», увійшло до складу Золотопотіцької селищної громади.
19 липня 2020 року, в результаті адміністративно-територіальної реформи та ліквідації Бучацького району, село увійшло до складу Чортківського району.

## Політика

### Парламентські вибори, 2019
На позачергових парламентських виборах 2019 року у селі функціонувала окрема виборча дільниця № 610166, розташована у приміщенні клубу.
Результати
- зареєстрований 181 виборець, явка 67,40%, найбільше голосів віддано за «Слугу народу» — 35,54%, за Всеукраїнське об'єднання «Батьківщина» — 18,18%, за Об'єднання «Самопоміч» — 9,92%.[6] В одномандатному окрузі найбільше голосів отримала Алла Стечишин (самовисування) — 29,75%, за Миколу Люшняка (самовисування) — 19,83%, за Ігоря Сопеля (Слуга народу) — 17,36%[7].

## Соціальна сфера
Працюють ЗОШ 1 ступеня, клуб, бібліотека, магазин, церква.

## Пам'ятки

### Архітектури

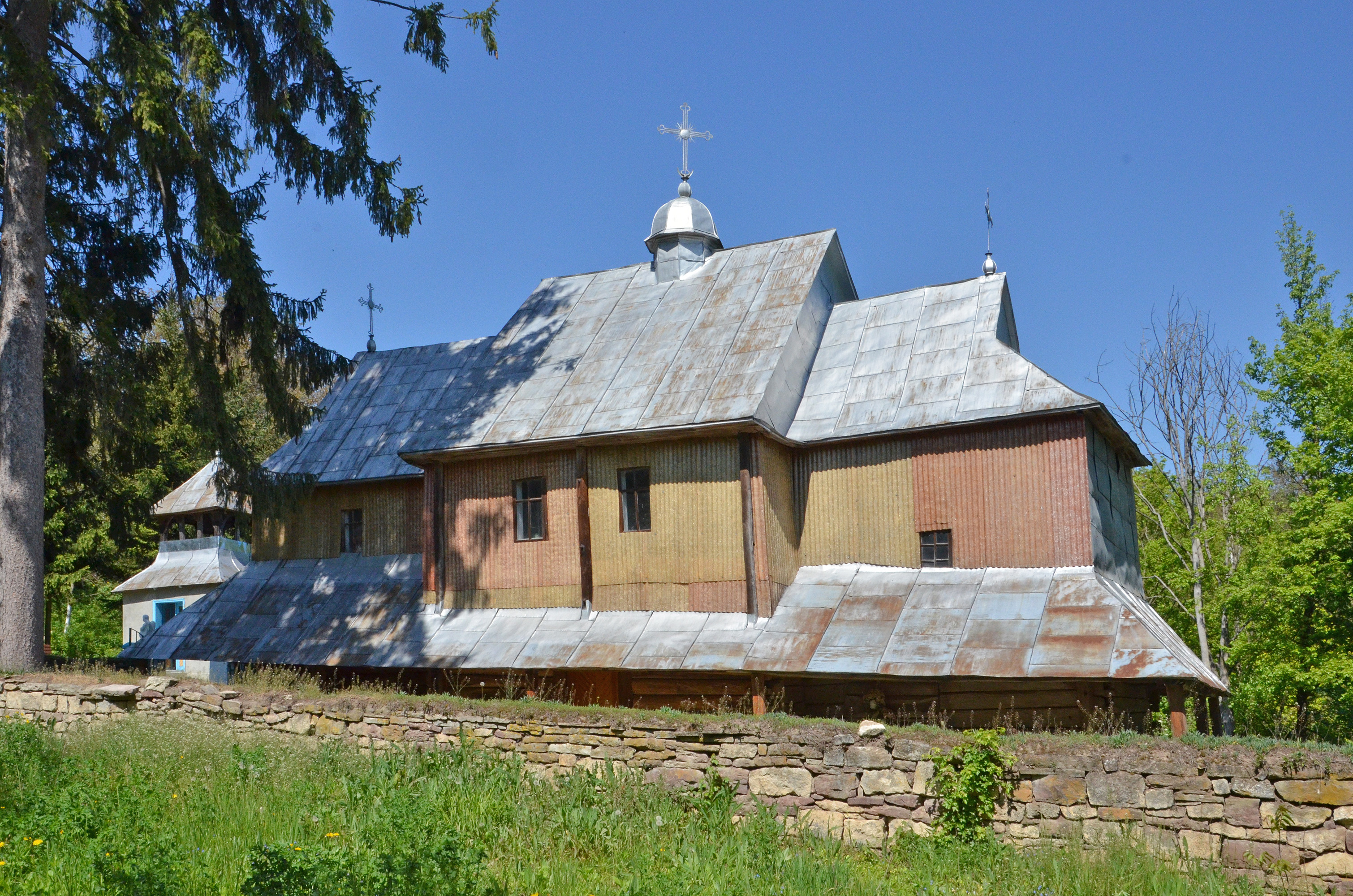
Церква Покрови Божої Матері

- церква Покрови Божої Матері (1635 року, дерев'яна; збудували монахи). У церкві є старовинне Євангеліє (куплене 1631 р., про що свідчить напис на ньому; повторно оправлене 1850 і 1935 рр.).
- Могила Невідомому солдату (1985 р.).
- На струмку поблизу села зберігся гарний старий водяний млин, що є цікавим туристичним об'єктом.

### Природи
місцевого значення:
- геологічна — Монастирська скеля,
- зоологічна — Сокілецька колонія чапель,
- гідрологічна — Сокілецькі водоспади.

## Відомі люди
- отець Іван Галібей (1894—бл.1949) — священик УГКЦ, громадський діяч, парох села в 1920—1940-х роках, репресований совітами.
- Гладун Володимир (нар. 1947) — заслужений працівник сільського господарства України.[8]

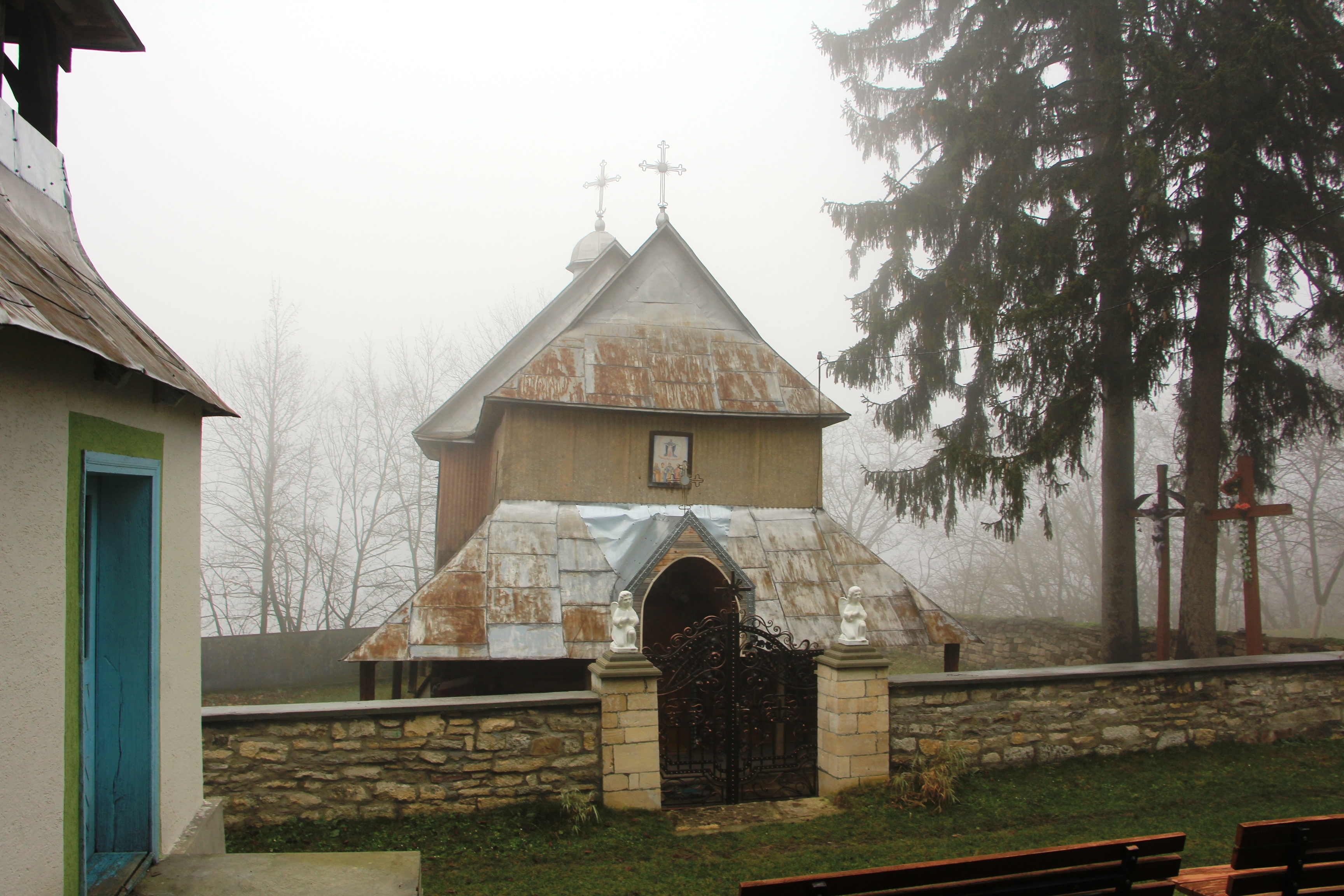
Церква Покрови Божої Матері 1635
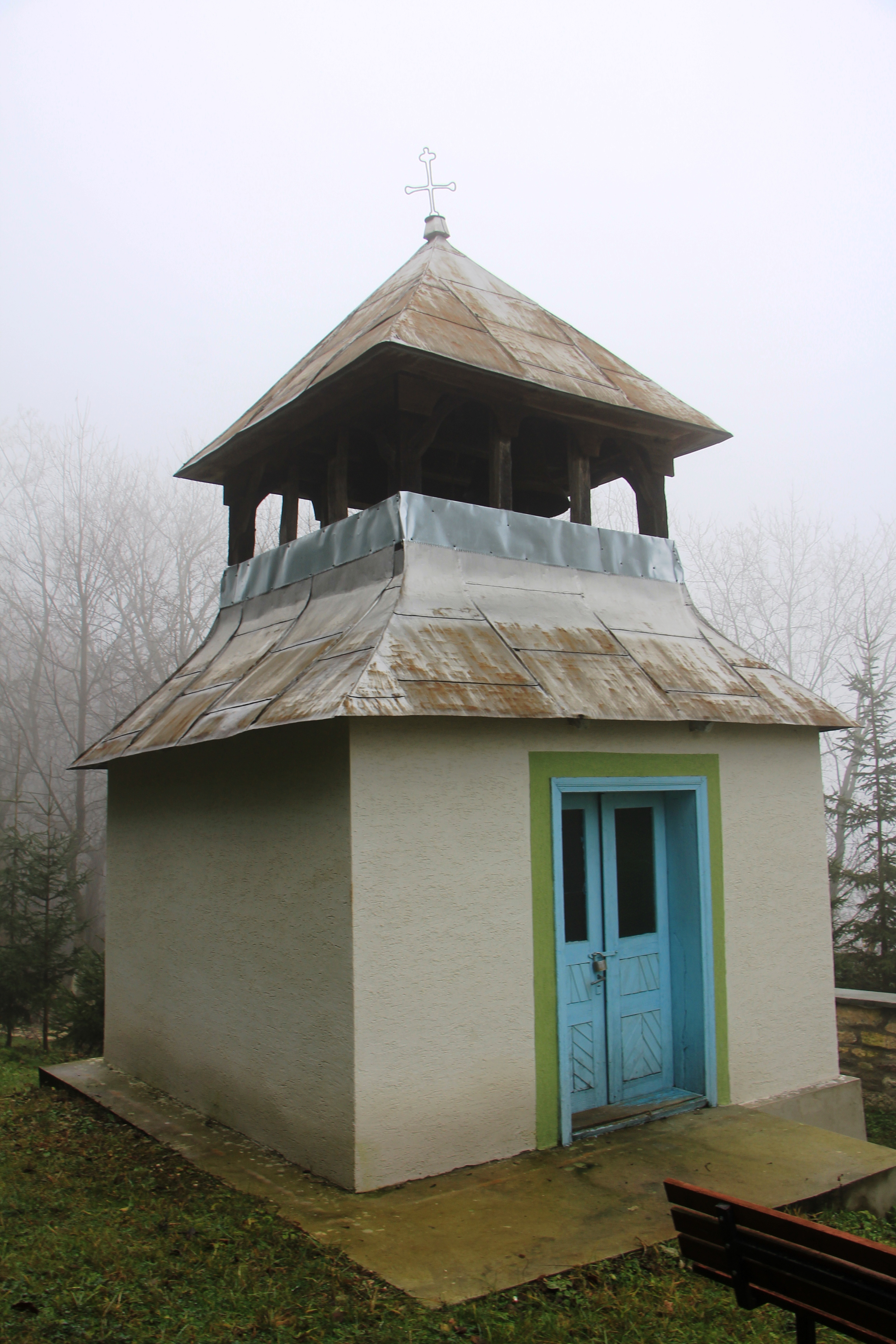
Дзвіниця церкви Покрови Божої Матері 1635
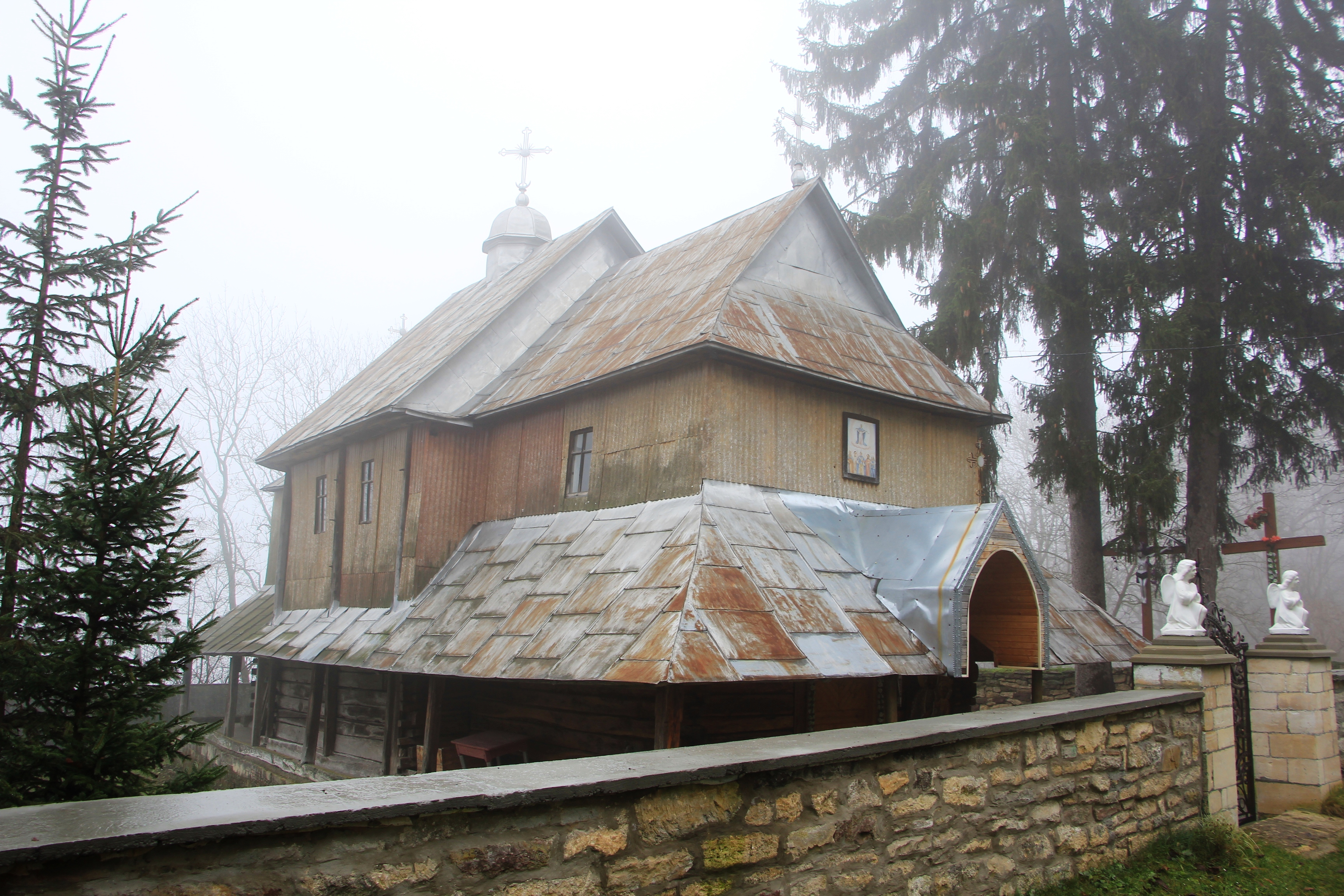
Церква Покрови Божої Матері 1635

## Галерея

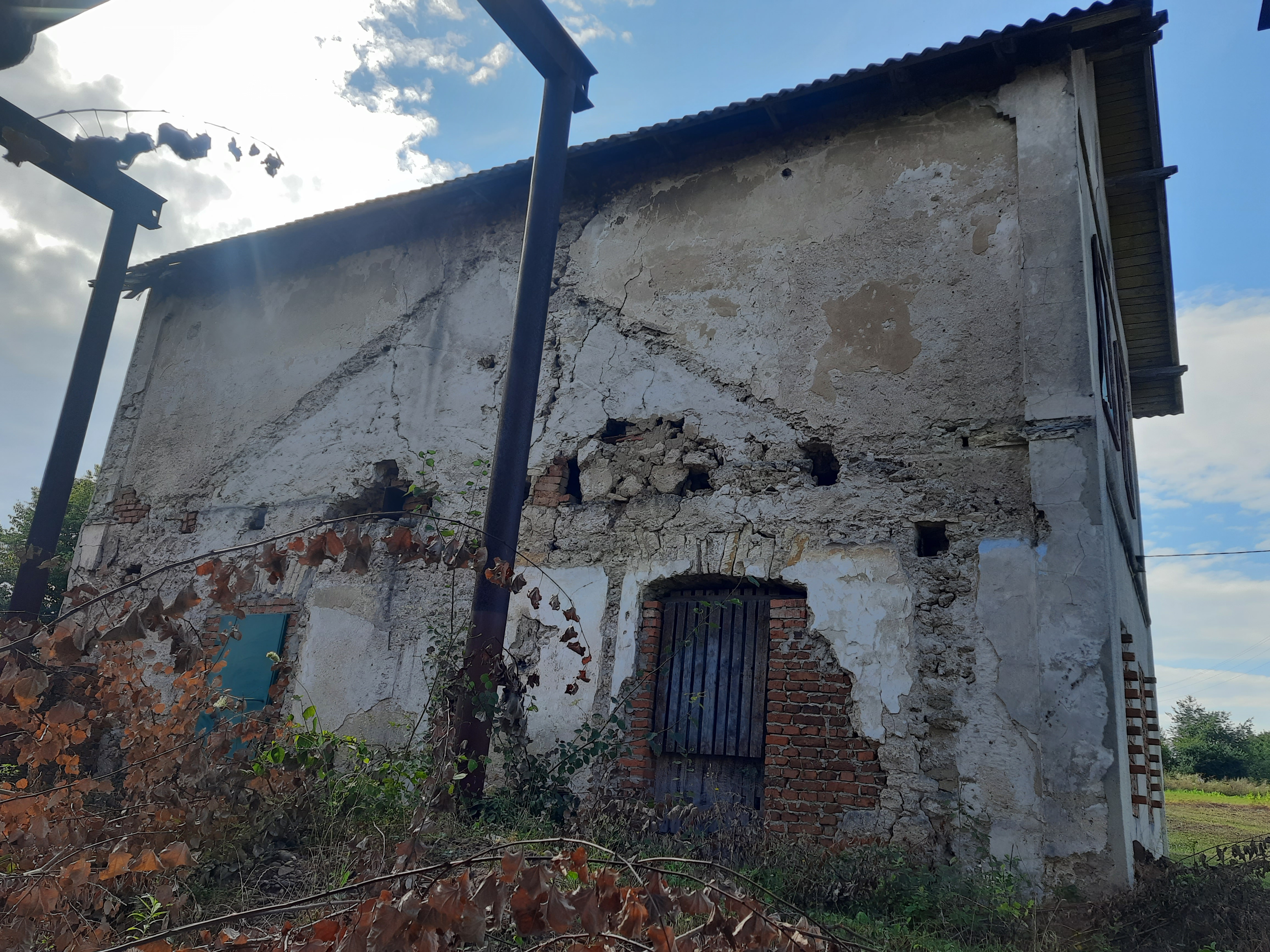
Залишки панської садиби
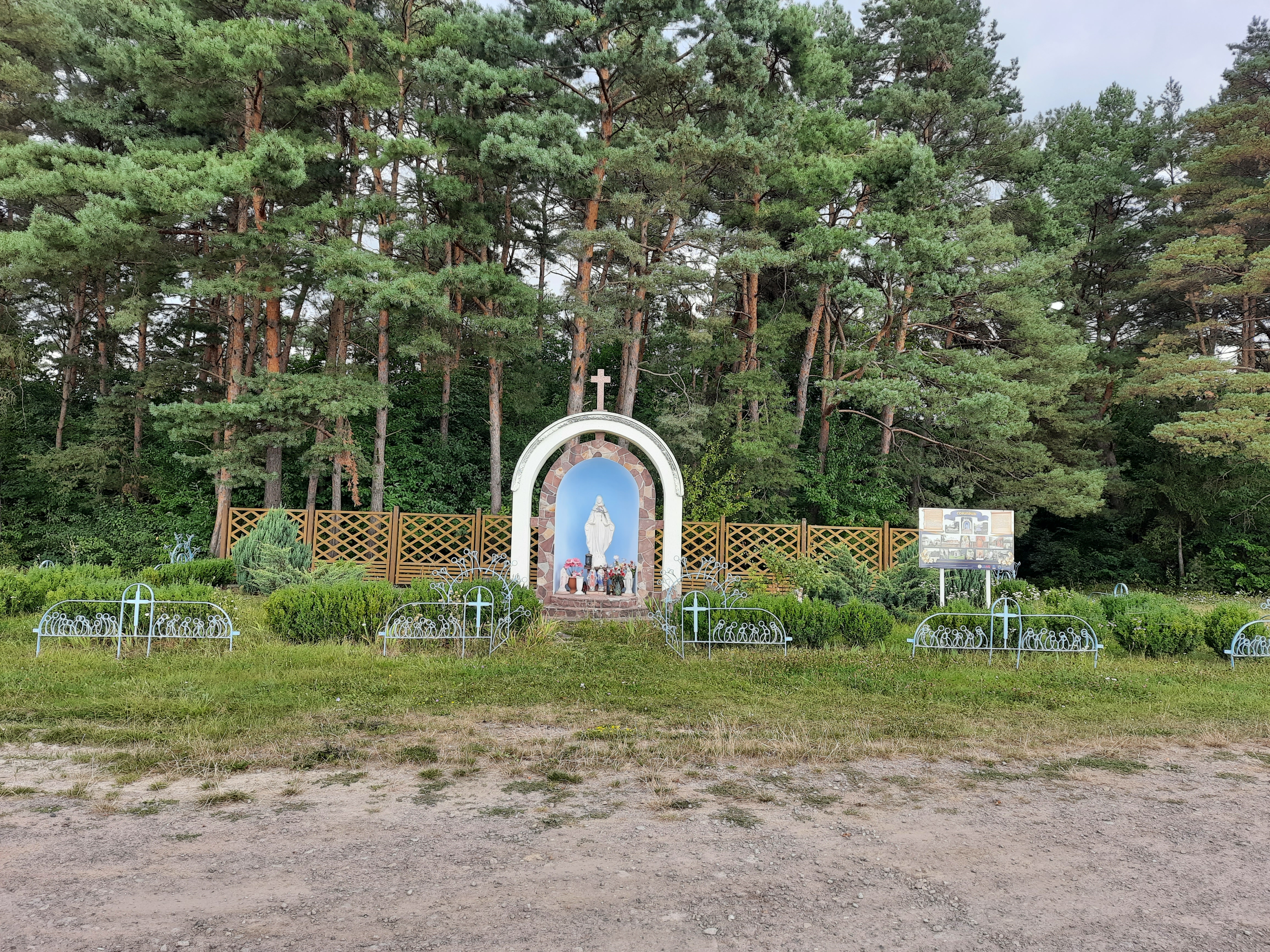
Статуя Божої Матері на околиці села.
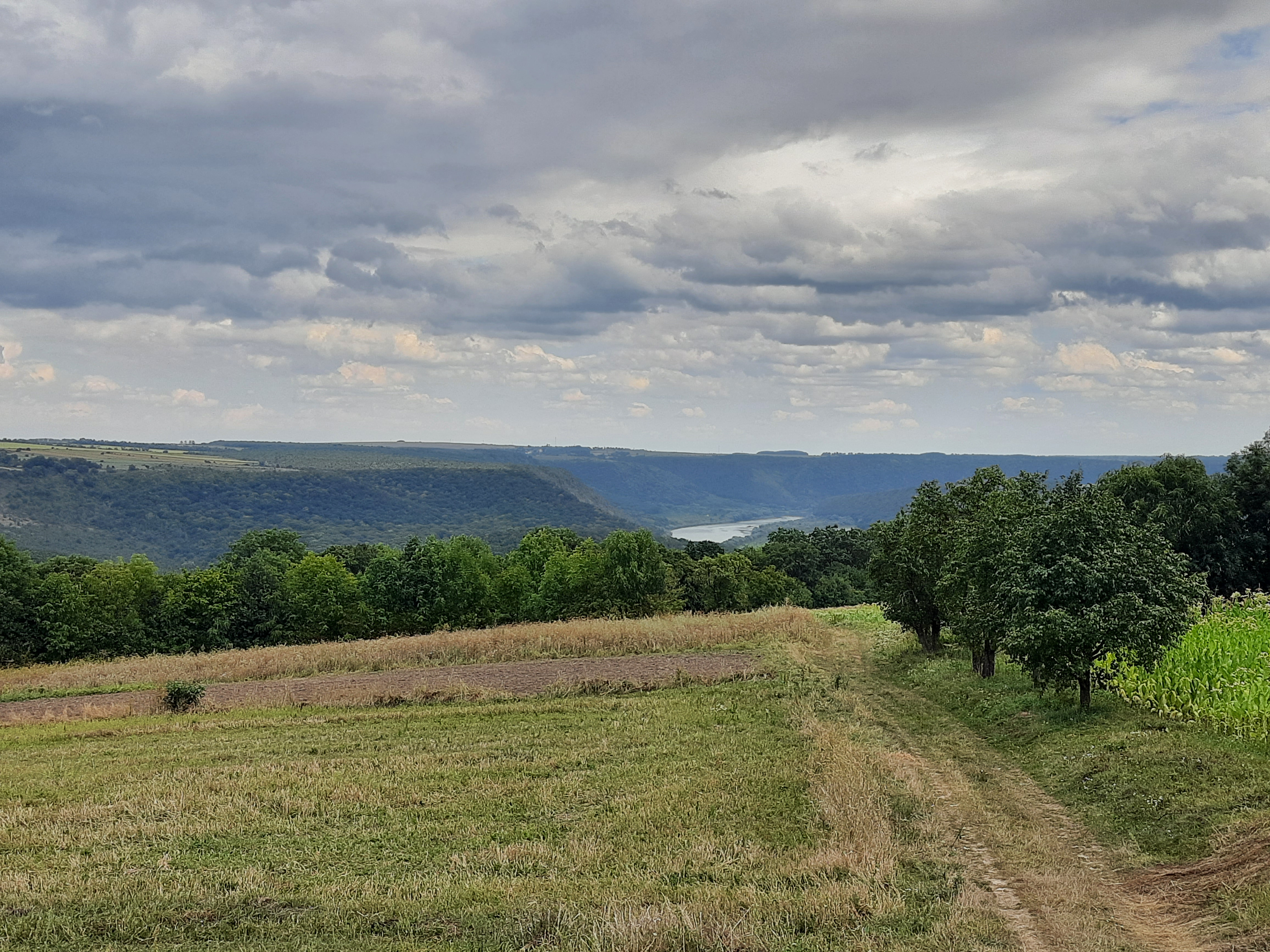
Краєвиди біля села.